# Meistriliiga 2024
La Meistriliiga 2024 (por razones de patrocinio A. Le Coq Premium Liiga) fue la edición número 34 de la Meistriliiga, la primera división del fútbol de Estonia. La temporada comenzó el 1 de marzo y terminó el 9 de noviembre.
Flora fue el campeón defensor tras ganar la temporada pasada el 15.° título de liga de su historia.

## Sistema de competición
Los diez equipos participantes jugaron entre sí todos contra todos cuatro veces totalizando 36 partidos cada uno, al término de la jornada 36 el primer clasificado obtendrá un cupo para la primera ronda de la Liga de Campeones 2025-26, mientras que el segundo y tercer clasificado conseguirán un cupo para la primera ronda de la Liga Conferencia 2025-26.
Un tercer cupo para la segunda ronda de la Liga Conferencia 2025-26 será asignado al campeón de la Copa de Estonia.

## Ascensos y descensos
| Pos. | Descensos de la Meistriliiga 2023 |
| ---- | --------------------------------- |
| 10.º | Harju Laagri                      |

| Pos. | Ascendidos de la Esiliiga 2023 |
| ---- | ------------------------------ |
| 1.º  | Nõmme United                   |

## Información de los equipos
| Equipo              | Ciudad     | Entrenador           | Estadio                  | Capacidad |
| ------------------- | ---------- | -------------------- | ------------------------ | --------- |
| Flora               | Tallin     | Jürgen Henn          | A. Le Coq Arena          | 14 336    |
| Kuressaare          | Kuressaare | Roman Kozhukhovskyi  | Kuressaare Linnastaadion | 2000      |
| Levadia Tallinn     | Tallin     | Curro Torres         | A. Le Coq Arena          | 14 336    |
| Narva Trans         | Narva      | Sergei Terehhov      | Narva Kreenholmi Stadium | 2200      |
| Nõmme Kalju         | Tallin     | Marko Kristal        | Estadio Hilu             | 300       |
| Nõmme United        | Tallin     | Martin Klasen        | Estadio Männiku          | 500       |
| Paide Linnameeskond | Paide      | Karel Voolaid        | Paide Linnastaadion      | 368       |
| Tallinna Kalev      | Tallin     | Dmitrijs Kalasnikovs | Kalevi Keskstaadion      | 11 500    |
| Tammeka             | Tartu      | Kaido Koppel         | Estadio de Tamme         | 2500      |
| Vaprus Pärnu        | Pärnu      | Igor Prins           | Pärnu Rannastaadion      | 1501      |

### Localización
| Harju       | 5 | Flora, Levadia Tallinn, Nõmme Kalju, Nõmme United y Tallinna Kalev | Flora · Nõmme Kalju · Nõmme United · Levadia Paide Tammeka Narva Trans Tulevik Maardu Kuressaare Vaprus |
| Saare       | 1 | Kuressaare                                                         | Flora · Nõmme Kalju · Nõmme United · Levadia Paide Tammeka Narva Trans Tulevik Maardu Kuressaare Vaprus |
| Ida-Virumaa | 1 | Narva Trans                                                        | Flora · Nõmme Kalju · Nõmme United · Levadia Paide Tammeka Narva Trans Tulevik Maardu Kuressaare Vaprus |
| Järva       | 1 | Paide Linnameeskond                                                | Flora · Nõmme Kalju · Nõmme United · Levadia Paide Tammeka Narva Trans Tulevik Maardu Kuressaare Vaprus |
| Tartu       | 1 | Tammeka                                                            | Flora · Nõmme Kalju · Nõmme United · Levadia Paide Tammeka Narva Trans Tulevik Maardu Kuressaare Vaprus |
| Pärnu       | 1 | Vaprus Pärnu                                                       | Flora · Nõmme Kalju · Nõmme United · Levadia Paide Tammeka Narva Trans Tulevik Maardu Kuressaare Vaprus |

## Tabla de posiciones
| Pos. | Equipo              | Pts. | PJ | G  | E  | P  | GF | GC | Dif. | Clasificación 2025                                  |
| ---- | ------------------- | ---- | -- | -- | -- | -- | -- | -- | ---- | --------------------------------------------------- |
| 1    | Levadia Tallinn (C) | 87   | 36 | 27 | 6  | 3  | 82 | 19 | +63  | Primera fase clasificatoria de la Liga de Campeones |
| 2    | Nõmme Kalju         | 72   | 36 | 21 | 9  | 6  | 79 | 44 | +35  | Primera fase clasificatoria de la Liga Conferencia  |
| 3    | Paide Linnameeskond | 72   | 36 | 23 | 3  | 10 | 74 | 39 | +35  | Primera fase clasificatoria de la Liga Conferencia  |
| 4    | Flora               | 70   | 36 | 21 | 7  | 8  | 69 | 43 | +26  | Primera fase clasificatoria de la Liga Conferencia  |
| 5    | Tammeka             | 42   | 36 | 11 | 9  | 16 | 47 | 54 | −7   |                                                     |
| 6    | Narva Trans         | 42   | 36 | 10 | 12 | 14 | 48 | 63 | −15  |                                                     |
| 7    | Vaprus Pärnu        | 35   | 36 | 9  | 8  | 19 | 35 | 57 | −22  |                                                     |
| 8    | Kuressaare          | 34   | 36 | 8  | 10 | 18 | 46 | 67 | −21  |                                                     |
| 9    | Tallinna Kalev (O)  | 31   | 36 | 8  | 7  | 21 | 37 | 74 | −37  | Promoción por la permanencia                        |
| 10   | Nõmme United (D)    | 15   | 36 | 2  | 9  | 25 | 22 | 79 | −57  | Descendido a la Esiliiga 2025                       |

Actualizado a los partidos jugados el 9 de noviembre de 2024.
 Fuente: Premium Liiga, Soccerway

## Resultados
| Local \ Visitante | FLO | KAL | KUR | LEV | NAR | NÕK | NÕU | PLM | TAM | VAP |
| ----------------- | --- | --- | --- | --- | --- | --- | --- | --- | --- | --- |
| Flora             |     | 2–2 | 1–0 | 1–0 | 4–3 | 2–2 | 2–0 | 2–0 | 3–1 | 0–1 |
| Tallinna          | 2–3 |     | 2–2 | 0–2 | 1–0 | 0–2 | 2–0 | 2–5 | 1–1 | 3–1 |
| Kuressaare        | 2–2 | 3–0 |     | 0–6 | 5–0 | 0–6 | 1–1 | 0–2 | 0–0 | 2–2 |
| Levadia           | 1–0 | 2–2 | 2–0 |     | 6–0 | 0–0 | 2–0 | 2–0 | 2–1 | 1–1 |
| Narva             | 1–3 | 2–2 | 0–1 | 1–2 |     | 4–1 | 2–0 | 1–1 | 0–5 | 0–0 |
| Nõmme Kalju       | 0–0 | 2–0 | 3–0 | 1–5 | 3–0 |     | 1–1 | 2–1 | 4–2 | 4–2 |
| Nõmme United      | 1–1 | 0–2 | 1–1 | 0–6 | 1–3 | 0–0 |     | 0–1 | 2–1 | 2–1 |
| Paide             | 2–1 | 2–0 | 3–1 | 0–1 | 2–2 | 0–2 | 3–1 |     | 0–1 | 0–1 |
| Tammeka           | 0–0 | 4–0 | 1–2 | 0–3 | 0–2 | 1–1 | 2–1 | 1–2 |     | 1–0 |
| Vaprus            | 1–3 | 0–1 | 3–2 | 0–2 | 1–4 | 1–2 | 2–1 | 0–3 | 1–1 |     |

| Local \ Visitante | FLO | KAL | KUR | LEV | NAR | NÕM | NÕU | PLM | TAM | VAP |
| ----------------- | --- | --- | --- | --- | --- | --- | --- | --- | --- | --- |
| Flora             |     | 5–1 | 3–0 | 2–1 | 3–1 | 3–2 | 1–0 | 1–3 | 2–1 | 3–0 |
| Tallinna          | 2–3 |     | 0–3 | 1–2 | 0–3 | 0–2 | 1–0 | 3–2 | 1–2 | 1–0 |
| Kuressaare        | 3–4 | 2–1 |     | 0–1 | 0–1 | 1–2 | 4–1 | 0–2 | 0–0 | 1–1 |
| Levadia           | 4–2 | 4–0 | 0–0 |     | 0–0 | 3–0 | 1–1 | 1–0 | 3–1 | 3–1 |
| Narva             | 1–1 | 2–2 | 0–2 | 0–2 |     | 2–2 | 2–1 | 0–3 | 0–1 | 1–1 |
| Nõmme Kalju       | 3–0 | 3–1 | 5–1 | 0–4 | 2–2 |     | 3–0 | 2–4 | 3–0 | 2–1 |
| Nõmme United      | 0–4 | 1–1 | 2–2 | 0–1 | 0–4 | 0–4 |     | 0–4 | 1–2 | 0–2 |
| Paide             | 2–1 | 3–1 | 4–3 | 3–0 | 2–3 | 1–1 | 7–2 |     | 2–0 | 1–0 |
| Tammeka           | 2–0 | 4–1 | 2–1 | 0–3 | 3–3 | 2–3 | 1–1 | 1–3 |     | 0–1 |
| Vaprus            | 0–1 | 2–0 | 3–1 | 1–4 | 0–0 | 0–4 | 2–0 | 0–1 | 2–2 |     |

## Promoción por la permanencia
Lo disputarán el penúltimo clasificado ante el segundo clasificado de la Esiliiga 2024.
| 24 de noviembre de 2024 | Viimsi             | 1:1 (0:1) | Tallinna Kalev   | Viimsi Staadion, Haabneeme   |                              |
| 12:30 (UTC +2)          | Lorougnon Gohi 58' | Reporte   | Ramon Smirnov 1' | Árbitro(s): Joonas Jaanovits | Árbitro(s): Joonas Jaanovits |

| 30 de noviembre de 2024 | Tallinna Kalev      | 1:0 (0:0, 1:0) (Global 2:1) | Viimsi | Kadrioru Staadion, Tallin |                           |
| 12:30 (UTC +2)          | Karl-Romet Nõmm 93' | Reporte                     |        | Árbitro(s): Kristo Tohver | Árbitro(s): Kristo Tohver |

- Tallinna Kalev permanece en la Meistriliiga al ganar la promoción con un global de 2-1. Viimsi continúa en la Esiliiga.

## Máximos goleadores
Actualizado el 9 de noviembre de 2024.
| Pos. | Jugador           | Club                | Goles |
| ---- | ----------------- | ------------------- | ----- |
| 1    | Alex Tamm         | Nõmme Kalju         | 28    |
| 2    | Sergei Zenjov     | Flora               | 17    |
| 3    | Mark Anders Lepik | Flora               | 15    |
| 3    | Ahmed Adebayo     | Tammeka             | 15    |
| 3    | Robi Saarma       | Paide Linnameeskond | 15    |